# Cataulacus longinodus
Cataulacus longinodus är en myrart som beskrevs av Auguste-Henri Forel 1912. Cataulacus longinodus ingår i släktet Cataulacus och familjen myror. Inga underarter finns listade.